# 前1640年代
| 千纪： | 前2千纪 |
| 世纪： | 前18世纪 \| 前17世纪 \| 前16世纪                                                                                     |
| 年代： | 前1670年代 \| 前1660年代 \| 前1650年代 \| 前1640年代 \| 前1630年代 \| 前1620年代 \| 前1610年代                       |
| 年份： | 前1649年 \| 前1648年 \| 前1647年 \| 前1646年 \| 前1645年 \| 前1644年 \| 前1643年 \| 前1642年 \| 前1641年 \| 前1640年 |

## 重要人物
- 谢希、雅库布赫、希安，古埃及第十五王朝法老
- 拉巴尔那一世、哈图西里一世，赫梯国王
- 伊普塔尔-辛、巴扎伊亚，亚述国王
- 阿米狄塔那、阿米·萨杜卡，巴比伦王
- 不降、扃，夏朝君主